# Shumpei Naruse
Shumpei Naruse (成瀬 竣平, Naruse Shumpei), né le 17 janvier 2001 dans la préfecture d'Aichi au Japon, est un footballeur japonais. Il évolue au poste d'arrière droit au Kashiwa Reysol.

## Biographie

### En club
Né dans la préfecture d'Aichi au Japon, Shumpei Naruse est formé au Nagoya Grampus. Le 23 février 2018, alors qu'il est âgé de 17 ans et évolue avec les U18, est annoncé son enregistrement dans l'équipe première, avec son coéquipier Yukinari Sugawara.
Il joue son premier match le 7 mars 2018, lors d'une rencontre de coupe de la Ligue japonaise contre Urawa Red Diamonds. Il est titularisé au poste d'arrière gauche et son équipe s'incline par quatre buts à un. Le 18 mars il fait sa première apparition en J1 League, contre le Kawasaki Frontale. Il entre en jeu à la place de Jô, lors de cette rencontre perdue par son équipe (0-1). Il devient à cette occasion le plus jeune joueur du Nagoya Grampus à jouer un match de J1 League, à 17 ans deux mois et un jour.
Le 8 août 2018 est annoncé l'intégration définitive de Shumpei Naruse à l'équipe première de Nagoya Grampus.
Le 8 février 2025, Shumpei Naruse quitte définitivement Nagoya Grampus pour signer en faveur du Kashiwa Reysol.

### En équipe nationale
Shumpei Naruse ne joue qu'un match avec l'équipe du Japon des moins de 20 ans, le 23 mars 2022 contre la Croatie. Il est titularisé et son équipe s'impose par un but à zéro.